# São José do Rio Preto
São José do Rio Preto è un comune del Brasile nello Stato di San Paolo, parte della mesoregione di São José do Rio Preto e della microregione omonima. 

## Geografia
La città è situata a 445 km dalla città di San Paolo ed è attraversata dal Rio Preto.

## Storia
È stata fondata il 19 di marzo di 1852, da João Bernardino de Seixas Ribeiro, e ufficialmente istituita come comune nel 1894, con l'emancipazione dalla Jaboticabal. Nel 1912, è stata collegata alla ferrovia Estrada de Ferro Araraquarense, trasformando la città in un centro regionale.

### Clima
Il clima della città è subtropicale, caldo e umido, tipo Cwa, secondo la Classificazione dei climi di Köppen, con temperatura media annuale di 23 °C. Le estati sono calde e piovose, e gli inverni secchi e miti.

## Economia
Oggi è un importante centro di commercio e dei servizi all'interno dello Stato di San Paolo. 

## Infrastrutture e trasporti

### Strade
La principale via d'accesso a São José do Rio Preto è la Rodovia Washington Luís, un'autostrada che unisce San Paolo con il nord del suo stato. Presso la città convergono anche l'importante BR-153 e la BR-265.

### Aeroporto
L'aeroporto di São José do Rio Preto è servito da voli interni.

## Sport
In città ci sono due squadre professionale di calcio: l'América Futebol Clube (América-SP), che disputa le partite casalinghe allo Stadio Benedito Teixeira (Teixeirão) (capacità 36.426 persone) e il Rio Preto Esporte Clube che gioca allo Stadio Anísio Haddad (Rio Pretão) (18.740).